# 费罗勒
费罗勒（法語：Férolles，法語發音：[feʁɔl]）是法国卢瓦雷省的一个市镇，位于该省西部，属于奥尔良区。

## 地理
费罗勒（47°50'6"N, 2°6'31"E）面积17.05 平方千米，位于法国中央-卢瓦尔河谷大区卢瓦雷省，该省份为法国中北部省份，北起埃松省，西北接厄尔-卢瓦省，西南接卢瓦-谢尔省，南至涅夫勒省和谢尔省，东临约讷省，东北接塞纳-马恩省。
与费罗勒接壤的市镇（或旧市镇、城区）包括：雅尔若、达尔瓦、乌夫鲁埃尔莱尚、桑迪永、维埃纳昂瓦勒。
费罗勒的时区为UTC+01:00、UTC+02:00（夏令时）。

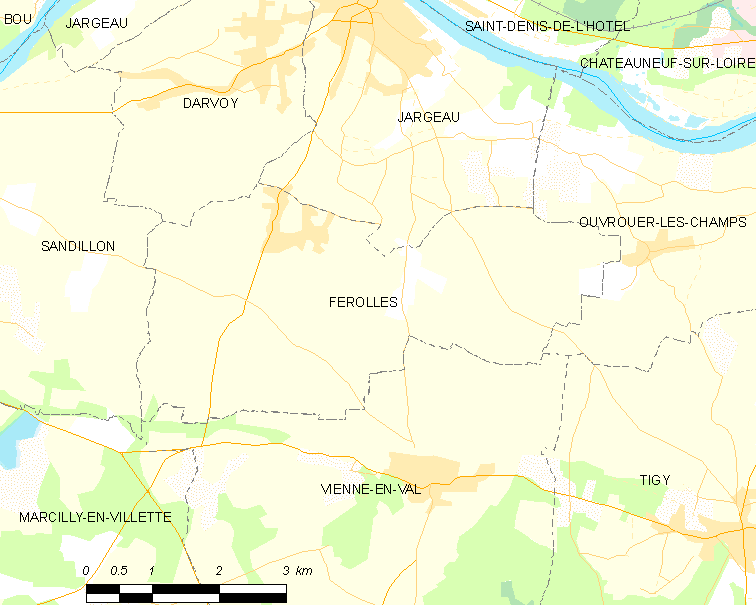
费罗勒的OSM定位图

## 行政
费罗勒的邮政编码为45150，INSEE市镇编码为45144。

## 政治
费罗勒所属的省级选区为圣让勒布朗县。

## 交通
卢瓦雷省省道D12线、D921线和D951线过境。

## 人口

1962-2008年间费罗勒人口变化图示

费罗勒于2022年1月1日时的人口数量为1134人。